# Zimní stadion Josefa Kotase
Zimní stadion Josefa Kotase (potocznie „Kotas”) – nieistniejące już lodowisko w Ostrawie, funkcjonujące w latach 1947–1993 (od 1955 r. zadaszone). W latach 1949–1988 domowy obiekt klubu hokejowego HC Vítkovice.

## Historia
O budowie sztucznego lodowiska w Ostrawie zaczęto myśleć pod koniec lat 30. XX wieku, jednak wybuch II wojny światowej pokrzyżował te plany. Do realizacji pomysłu powrócono tuż po jej zakończeniu. 1 maja 1947 przewodniczący lokalnej rady Josef Kotas wmurował kamień węgielny pod nowy obiekt sportowy. Na lokalizację lodowiska wybrano teren przy torach kolejowych (w pobliżu obecnego przystanku kolejowego Ostrava-Stodolní) zwany Elblak, na którym już przed I wojną światową działały korty tenisowe, zimą zamieniane w lodowisko. Bliskość miejskiej rzeźni dawała możliwość korzystania z jej urządzeń chłodniczych. 27 października 1947 obiekt po raz pierwszy udostępniono do użytku, pozwalając mieszkańcom bezpłatnie skorzystać z lodowiska. Oficjalne otwarcie miało jednak miejsce dzień później, w 29. rocznicę powstania Czechosłowacji, a na inaugurację rozegrano mecz hokejowy Czechy – Morawy. Na nie w pełni ukończonych trybunach zasiadło wówczas 9000 widzów. Ostrawa stała się piątym miastem w Czechosłowacji, mającym swój „stadion zimowy”. Obiekt kojarzony był z Josefem Kotasem i otrzymał jego imię. Prace nad całkowitym ukończeniem areny trwały jeszcze przez kilka miesięcy.
27 stycznia 1949 na obiekcie rozegrano mecz towarzyski pomiędzy hokejowymi reprezentacjami Czechosłowacji i Stanów Zjednoczonych (2:8), podczas którego na trybunach zasiadło 22 000 widzów, co stanowi rekord frekwencji wszech czasów na spotkaniu hokejowym w Czechach. 6 lutego 1949 na obiekcie swój pierwszy mecz rozegrali hokeiści HC Vítkovice (przegrana z drużyną z Královego Pola 0:5). Klub stał się odtąd gospodarzem nowej areny (wcześniej występował na lodowisku przy pawilonie sportowym przy obecnej ulicy Lidickiej). W 1952 r. zespół ten wywalczył swe pierwsze mistrzostwo Czechosłowacji. Bliskość torów powodowała częste zabrudzanie lodowiska sadzą przez przejeżdżające lokomotywy parowe, dlatego zdecydowano się na zadaszenie areny, co nastąpiło w maju 1955 r. W ten sposób obiekt stał się wówczas pierwszym zadaszonym lodowiskiem w Czechosłowacji. W marcu 1959 r. Zimní stadion Josefa Kotase był jedną z aren hokejowych mistrzostw świata. Rozegrano na nim sześć spotkań pierwszej rundy (wszystkie mecze grupy C z udziałem Szwecji, Finlandii, RFN i Włoch).
W kolejnych latach hala była głównie areną zmagań hokeistów HC Vítkovice. Frekwencja często wynosiła kilkanaście tysięcy widzów. Szczególnym zainteresowaniem cieszyły się mecze derbowe z Baníkiem Ostrawa. Obiekt nie należał do najnowocześniejszych, z zewnątrz przypominał wręcz halę przemysłową, ale we wspomnieniach wielu kibiców i samych zawodników podkreślana jest wyjątkowa atmosfera panująca na widowni podczas spotkań. W 1981 r. HC Vítkovice zdobył drugi tytuł mistrza Czechosłowacji.
W 1986 r. w Ostrawie oddano do użytku Pałac kultury i sportu, a 4 listopada 1986 HC Vítkovice rozegrał w nim pierwsze spotkanie. Z uwagi na fakt, że drużyna ta występowała wówczas jeszcze w II lidze (1. česká národní hokejová liga), na nowym obiekcie gościła niezbyt regularnie, głównie korzystając ze starego lodowiska. Ostatni mecz na starym obiekcie rozegrała 25 marca 1988 przeciwko HK Nitra. Dzięki wygranej 6:3 powróciła do najwyższej klasy rozgrywkowej. Jednocześnie był to koniec rozgrywania ligowych spotkań w starej hali. Arena służyła jeszcze zespołom młodzieżowym, amatorskim, jako obiekt treningowy i ogólnodostępne lodowisko. W 1993 r. definitywnie zakończono działalność lodowiska, choć przez jakiś czas hala służyła do gry w paintballa. Następnie obiekt opustoszał całkowicie i zaczął niszczeć. W 2003 r. podjęto decyzję o jego rozbiórce, której dokonano na przełomie 2003 r. i 2004 r.. W miejscu dawnej areny pozostała jedynie pusta łąka, od czasu do czasu pojawiają się nowe pomysły na jej zagospodarowanie.